# Ventenata huber-morathii
Ventenata huber-morathii là một loài thực vật có hoa trong họ Hòa thảo. Loài này được (Dogan) D.Heller miêu tả khoa học đầu tiên năm 1991.